# Knausbirne
Die Knausbirne ist eine Sorte der Birne (Pyrus communis). Die Sorte wurde 2018 zur Streuobstsorte des Jahres in Baden-Württemberg gewählt. Sie wird auch Frühe Weinbirne, Weinbergsbirne, Elsässer, Frühe Frankfurter, Röthelbirne, Fassfüller,
Zenk- oder Zankbirne, Pfullinger Birne oder Herbstgürtel genannt.
Die Herkunft der Sorte ist unbekannt. Sie wird aber im süddeutschen Raum, möglicherweise in Württemberg, vermutet. Die Sorte ist seit den 1790er Jahren schriftlich belegt. Unter anderem wurde sie den Aufzeichnungen nach auch vom württembergischen Hofgärtner Johann Kaspar Schiller vermehrt. Insbesondere im 19. Jahrhundert war die Sorte vor allem in Württemberg weit verbreitet.

## Beschreibung
Die Knausbirne ist eine anspruchslose, stark wachsende Birnensorte, die landschaftsprägende, eichenartige Bäume bildet. Sie blüht mittelspät und ist eine gute Befruchtersorte.
Die mittelgroßen Früchte sind gelbgrün, häufig schorffleckig, auf der besonnten Seite können sie kräftig rot werden. Das Fruchtfleisch ist gelblich-weiß. Die Birnen sind nur kurz haltbar mit einem hohen Zucker- und einem geringen Gerbstoffgehalt.

## Verwendung
Die Knausbirne wurde zur Most- und Saftherstellung, zum Dörren und als Tafelobst genutzt. Laut Eduard Lucas wurde Knausbirnen-Most seinerzeit gerne mit Trollinger-Most verschnitten, was „ein recht angenehmes und haltbares Getränk“ ergebe.